# USS Oriskany (CV-34)
USS Oriskany (CV-34) – amerykański lotniskowiec typu Essex. Jego nazwa pochodziła od bitwy pod Oriskany.
Stępkę okrętu położono 1 maja 1944 w stoczni New York Naval Shipyard. Zwodowano go 13 października 1945, matką chrzestną była pani Cannon. Budowa okrętu została wstrzymana 12 sierpnia 1947. Pozostawał w rezerwie do wybuchu walk w Korei w czerwcu 1950, wtedy podjęto decyzję o ukończeniu okrętu. Jednostka weszła do służby w US Navy 25 września 1950, jej pierwszym dowódcą był Capt. Percy H. Lyon.
Przed wejściem do służby przeszedł jako prototyp program SCB-27, który później przeszło 14 innych lotniskowców tego typu.
Wziął udział w wojnie koreańskiej i wietnamskiej. W międzyczasie przeszedł program modernizacyjny SCB-125.

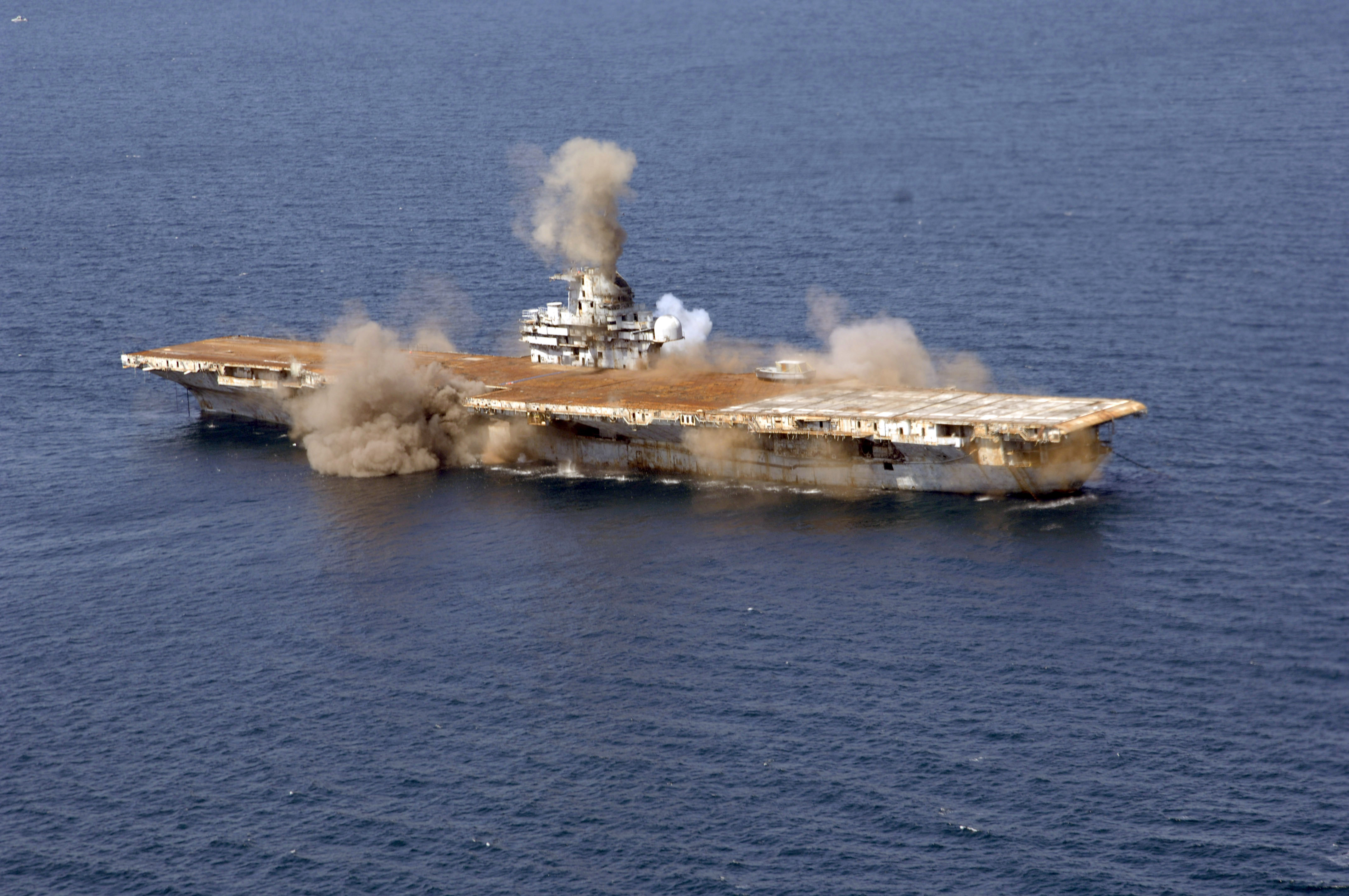
Detonacja ładunków wybuchowych na pokładzie Oriskany

30 września 1976 został wycofany ze służby, a 9 września 1995 sprzedany na złom. Jednak prace nie postępowały. Okręt długo stał w rezerwie. Wystąpił wtedy w filmie Między piekłem a niebem. 17 maja 2006 został zatopiony jako sztuczna rafa w pobliżu wybrzeża Florydy. Obecnie znany jako Great Carrier Reef (gra słów nawiązująca do Great Barrier Reef).